# David Backes
Pour les articles homonymes, voir Backes.
David Anthony Backes (né le 1er mai 1984 à Blaine, dans l'État du Minnesota, aux États-Unis) est un joueur professionnel américain de hockey sur glace. Il commence sa carrière en jouant avec l'équipe de sa ville natale puis rejoint les rangs de l'United States Hockey League en 2001-2002. Soixante-deuxième choix au total du repêchage de 2003 de la Ligue nationale de hockey par les Blues de Saint-Louis, il rejoint le championnat universitaire américain et les Mavericks de Mankato en 2003-2004.
Après trois saisons avec les Mavericks, il signe son premier contrat professionnel en mars 2006 et passe deux saisons en jouant soit pour les Blues soit pour les Rivermen de Peoria, l'équipe affiliée aux Blues mais évoluant dans la Ligue américaine de hockey. Backes fait ses débuts avec l'équipe nationale des États-Unis lors du championnat du monde 2007.
Après avoir remporté la médaille d'argent aux Jeux olympiques de 2010, il est nommé capitaine des Blues au début de la saison 2011-2012.

## Biographie

### Ses débuts
David Backes naît le 1er mai 1984 à Blaine, une ville en banlieue de  Minneapolis dans le Minnesota. Il fait ses débuts en jouant au hockey avec les Panthers lors de la saison 1999-2000, équipe de l'école Spring Lake Park High School qui regroupe les villes de Spring Lake Park, Fridley et Blaine. Il est un des membres important de l'équipe entre 1999 et 2002 et est finaliste du trophée Minnesota Mr. Hockey pour le titre de meilleur joueur de hockey de tout l'état du Minnesota en 2002, le titre étant remporté par Gino Guyer.
Lors de cette dernière saison, il fait ses débuts dans l'United States Hockey League et joue avec les Stars de Lincoln. Les Stars se qualifient pour les séries éliminatoires de la ligue mais sont éliminés au premier tour par les Lancers d'Omaha. Avec quatre-vingt-trois points, les Stars sont la meilleure équipe de l'USHL lors de la saison 2002-2003 alors que Backes est le deuxième pointeur de son équipe avec soixante-neuf points contre soixante-dix-huit pour Ryan Potulny. Backes est également le troisième pointeur de la ligue, Luke Erickson qui quitte les Stars en cours de saison se glissant entre les deux joueurs. Son équipe passe tous les tours des séries et remporte la Coupe Clark ; Backe ne joue que sept rencontres d'après saison mais est tout de même mis en avant par l'USHL en étant sélectionné dans la première équipe d'étoiles de la ligue. Il inscrit le but vainqueur lors de la victoire 5-1 des siens en finale.

### Carrière universitaire
Il est le deuxième choix du repêchage de 2003 par les Blues de Saint-Louis en étant choisi, 62e au total alors que Shawn Belle, le trentième choix du  repêchage est le premier des Blues. Backes ne rejoint pas l'équipe de la LNH  à l'automne suivant et joue à la place pour l'université d'État de Minnesota-Mankato du championnat universitaire. Dès la fin de sa première saison avec sa nouvelle équipe, il est désigné membre de l'équipe des recrues de la Western Collegiate Hockey Association, la division dans laquelle évoluent les Mavericks ; il est alors le premier joueur de l'histoire de l'équipe à avoir cet honneur. Avec trente-sept points, il termine deuxième pointeur de l'équipe derrière Shane Joseph qui en compte six de plus.
Pour sa deuxième saison dans la WCHA, il est désigné membre de la troisième équipe d'étoiles de la WCHA. Il est également sélectionné comme étant le meilleur joueur de son équipe ; Backes est alors le meilleur pointeur de son équipe avec quarante réalisations.
Lors de sa dernière saison avec les Mavericks, il est nommé capitaine de sa formation. Finalement après trois saisons avec les Mavericks, il ne manque qu'une seule partie sur l'ensemble des rencontres jouées par les siens et est élu une nouvelle fois dans une équipe d'étoiles de la WCHA, cette année dans la deuxième. Il est également mis en avant par le NCAA en étant désigné membre de la deuxième équipe d'étoiles, la 2005-06 RBK Second Team All-America. Avec cent-dix neuf points inscrits en trois saisons, il est le quatrième pointeur de l'histoire des Mavericks, au début de la saison 2011-2012 ; le classement des pointeurs de l'équipe est dominé par Aaron Fox avec cent-soixante-quatre points.

### Carrière professionnelle

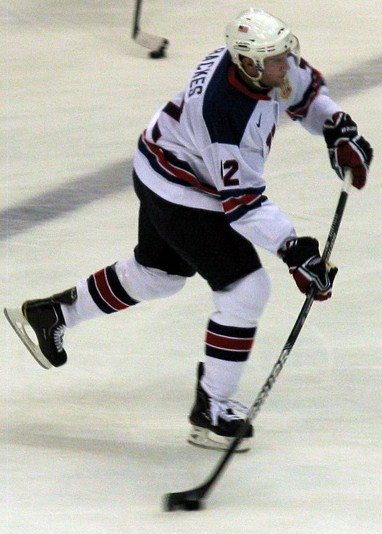
Backes avec les États-Unis lors des Jeux olympiques d'hiver 2010

Backes signe son premier contrat professionnel avec les Blues de Saint-Louis le 15 mars 2006 et rejoint leur équipe affiliée dans la Ligue américaine de hockey, les Rivermen de Peoria. Il participe à douze rencontres de la fin de la saison 2005-2006 des Rivermen, inscrivant cinq buts et cinq passes décisives. L'équipe de Peoria termine troisième de sa division, qualifiée pour les séries mais perdent en quatre rencontres lors des demi-finales de division.
Il commence la saison suivante dans la LAH avec les Rivermen ; le 19 décembre 2006, il fait ses débuts dans la LNH lors d'une rencontre contre les Penguins de Pittsburgh. Après seulement une trentaine de secondes sur sa première présence de jeu, il reçoit une mise en échec d'Alain Nasreddine mais se relève et inscrit son premier point dans LNH en réalisant une passe à Doug Weight qui marque un but. Deux jours plus tard, il inscrit son premier but lors d'une victoire 5-2 contre les Kings de Los Angeles. La même semaine, Keith Tkachuk, vétéran de l'équipe, propose au joueur recrue de venir habiter chez lui plutôt que de loger à l'hôtel. Backes finit la saison dans la LNH, comptant finalement trente-sept points, le meilleur total de points pour les recrues des Blues.
Ni les Blues ni les Rivermen ne sont qualifiés pour les séries éliminatoires mais la saison de Backes n'est pas pour autant finie. En effet, le 17 avril, il est appelé par l'équipe des États-Unis pour participer au championnat du monde 2007. Il inscrit son premier but avec l'équipe nationale lors d'une victoire au cours d'un match de préparation contre la Suède. Il inscrit un but en infériorité numérique lors d'une rencontre contre la Slovaquie, une victoire 4-2 ; l'équipe américaine termine à la cinquième place du tournoi après s'être fait éliminer par la Finlande.
Le 29 novembre 2007, son ancien numéro, le  5, est retiré par l'équipe de Spring Lake Park. Backes joue toute la 2007-2008 avec les Blues même s'il manque dix rencontres en raison d'une blessure et il termine la saison en tant que deuxième joueur le plus pénalisé de son équipe avec une minute de moins que D.J. King. Avec 240 mises en échec, il est premier de l'équipe pour cette statistique et cinquième de la LNH. Alors que les Blues sont éliminés des séries, Backes rejoint une nouvelle fois l'équipe nationale pour le championnat du monde ; il joue six rencontres pour son équipe qui est une nouvelle fois éliminée par la Finlande et termine sixième du classement. Il est suspendu pour un match après avoir frappé au visage lors d'un match de poule un défenseur de Finlande, Janne Niskala.
Le 1er juillet 2008, Backes est agent libre et les Canucks de Vancouver lui offrent un contrat de trois ans pour 7,5 millions de dollars ; ayant sept jours pour s'aligner sur l'offre des Canucks, l'organisation des Blues montre son intérêt pour le joueur en s'alignant deux heures après l'offre des Canucks. Le joueur du Minnesota ne manque pas une seule rencontre de son équipe lors de la saison, terminant deuxième pointeur de la formation derrière Brad Boyes avec une fiche de trente-et-un buts et vingt-trois passes décisives. Pour la première fois depuis la saison 2003-2004, les Blues sont qualifiés pour les séries éliminatoires de la Coupe Stanley mais ils sont éliminés dès le premier tour en quatre matchs secs par les joueurs de Vancouver. Il connaît alors sa troisième sélection pour le championnat du monde ; il fait une nouvelle fois parler de lui en blessant un joueur adverse. Lors du dernier match de poule contre la Suisse, il blesse Julien Sprunger et est expulsé de la rencontre après moins de dix minutes jouées. Les Américains jouent pour la troisième année consécutive contre la Finlande de quarts de finale et ils prennent enfin leur revanche en s'imposant 3-2. Ils terminent finalement le tournoi à la quatrième place après des défaites contre les Russes, futurs champions, puis contre la Suède.
Au cours de la saison 2009-2010, les Jeux olympiques de Vancouver ont lieu et le tournoi de hockey se joue du 16 au 28 février ; au début de janvier, Backes et son coéquipier, Erik Johnson, sont sélectionnés par l'entraîneur de l'équipe nationale pour faire partie de l'équipe. Le premier match du tournoi pour les Américains les oppose aux Suisses et à Sprunger qui a finalement manqué six mois à la suite de la mise en échec de Backes. Ce dernier marque encore une fois les esprits mais cette fois en inscrivant le deuxième but de son équipe après avoir pris le palet derrière son propre but et avoir traversé toute la patinoire. Le carré final du tournoi comprend le Canada, les États-Unis, la Finlande et la Slovaquie. Les joueurs des États-Unis écrasent leurs adversaires sur le score de 6-1
Les Américains remportent les trois rencontres du premier tour, y compris le match contre les Canadiens qui jouent à domicile, puis ils passent tous les tours des play-offs pour jouer la finale olympique contre cette équipe du Canada. Les deux équipes sont à égalité deux buts partout à la fin du temps réglementaire, Jonathan Toews et Corey Perry ayant marqué pour le Canada contre Ryan Kesler et Zach Parisé pour les Américains. Les deux équipes jouent les prolongations mais au bout de sept minutes, Sidney Crosby récupère une passe de Jarome Iginla et réussit à tromper le portier américain, Ryan Miller pour donner la médaille d'or au Canada.
Peu de temps après son retour dans la LNH, Backes est mis en avant par son équipe en étant nommé assistant-capitaine de d'Eric Brewer. Les Blues manquent en fin de saison les séries éliminatoires.
Au début de la saison suivante, il est confirmé dans son rôle d'assistant de Brewer. Le 12 novembre 2011, Backes et les Blues signent ensemble une prolongation de contrat pour cinq nouvelles saisons. Fin janvier 2011, il est le représentant de son équipe lors du 58e Match des étoiles de la LNH. Backes termine la saison avec un différentiel plus / moins de +32, le deuxième meilleur total, un point derrière Zdeno Chára des Bruins de Boston. Même si les Blues ne sont toujours pas qualifiés pour les séries, Backes est mis en avant par son équipe en recevant les trophées internes du meilleur joueur mais également du meilleur attaquant de l'équipe.
Le 9 septembre 2011, alors que Brewer n'a pas terminé la saison avec les Blues, Backes devient le vingtième capitaine de l'équipe pour la saison 2011-2012.
Le 1er juillet 2016, après avoir passé 13 saisons dans l'organisation des Blues, il signe un contrat de cinq ans, 30 M $ avec les Bruins de Boston.
Le 21 février 2020, il est échangé aux Ducks d'Anaheim avec le défenseur Axel Andersson et un choix de 1ère ronde en 2020 en retour de Ondřej Kaše.
Le 9 septembre 2021, il signe un contrat d'un jour avec les Blues, pour annoncer sa retraite.

## Statistiques
| Saison     | Équipe                       | Ligue      |     | Saison régulière | Saison régulière | Saison régulière | Saison régulière | Saison régulière |    | Séries éliminatoires | Séries éliminatoires | Séries éliminatoires | Séries éliminatoires | Séries éliminatoires |
| Saison     | Équipe                       | Ligue      | PJ  | B                | A                | Pts              | Pun              | PJ               | B  | A                    | Pts                  | Pun                  |                      |                      |
| 1999-2000  | Panthers de Spring Lake Park | High Mn.   | 24  | 17               | 20               | 37               | -                | -                | -  | -                    | -                    | -                    |                      |                      |
| 2000-2001  | Panthers de Spring Lake Park | High Mn.   | 24  | 29               | 46               | 75               | -                | -                | -  | -                    | -                    | -                    |                      |                      |
| 2001-2002  | Panthers de Spring Lake Park | High Mn.   | 25  | 31               | 36               | 67               | -                | 2                | 1  | 1                    | 2                    | -                    |                      |                      |
| 2001-2002  | Stars de Lincoln             | USHL       | 30  | 11               | 10               | 21               | 51               | 3                | 0  | 0                    | 0                    | 2                    |                      |                      |
| 2002-2003  | Stars de Lincoln             | USHL       | 57  | 28               | 41               | 69               | 126              | 7                | 4  | 1                    | 5                    | 17                   |                      |                      |
| 2003-2004  | Mavericks de Mankato         | WCHA       | 39  | 16               | 21               | 37               | 66               | -                | -  | -                    | -                    | -                    |                      |                      |
| 2004-2005  | Mavericks de Mankato         | WCHA       | 38  | 17               | 23               | 40               | 55               | -                | -  | -                    | -                    | -                    |                      |                      |
| 2005-2006  | Mavericks de Mankato         | WCHA       | 38  | 13               | 29               | 42               | 91               | -                | -  | -                    | -                    | -                    |                      |                      |
| 2005-2006  | Rivermen de Peoria           | LAH        | 12  | 5                | 5                | 10               | 10               | 3                | 1  | 1                    | 2                    | 8                    |                      |                      |
| 2006-2007  | Rivermen de Peoria           | LAH        | 31  | 10               | 3                | 13               | 47               | -                | -  | -                    | -                    | -                    |                      |                      |
| 2006-2007  | Blues de Saint-Louis         | LNH        | 49  | 10               | 13               | 23               | 37               | -                | -  | -                    | -                    | -                    |                      |                      |
| 2007-2008  | Blues de Saint-Louis         | LNH        | 72  | 13               | 18               | 31               | 99               | -                | -  | -                    | -                    | -                    |                      |                      |
| 2008-2009  | Blues de Saint-Louis         | LNH        | 82  | 31               | 23               | 54               | 165              | 4                | 1  | 2                    | 3                    | 10                   |                      |                      |
| 2009-2010  | Blues de Saint-Louis         | LNH        | 79  | 17               | 31               | 48               | 106              | -                | -  | -                    | -                    | -                    |                      |                      |
| 2010-2011  | Blues de Saint-Louis         | LNH        | 82  | 31               | 31               | 62               | 93               | -                | -  | -                    | -                    | -                    |                      |                      |
| 2011-2012  | Blues de Saint-Louis         | LNH        | 82  | 24               | 30               | 54               | 15               | 9                | 2  | 2                    | 4                    | 18                   |                      |                      |
| 2012-2013  | Blues de Saint-Louis         | LNH        | 48  | 6                | 22               | 28               | 62               | 6                | 1  | 2                    | 3                    | 0                    |                      |                      |
| 2013-2014  | Blues de Saint-Louis         | LNH        | 74  | 27               | 30               | 57               | 119              | 4                | 0  | 1                    | 1                    | 2                    |                      |                      |
| 2014-2015  | Blues de Saint-Louis         | LNH        | 80  | 26               | 32               | 58               | 104              | 6                | 1  | 1                    | 2                    | 2                    |                      |                      |
| 2015-2016  | Blues de Saint-Louis         | LNH        | 79  | 21               | 24               | 45               | 83               | 20               | 7  | 7                    | 14                   | 8                    |                      |                      |
| 2016-2017  | Bruins de Boston             | LNH        | 74  | 17               | 21               | 38               | 69               | 6                | 1  | 3                    | 4                    | 2                    |                      |                      |
| 2017-2018  | Bruins de Boston             | LNH        | 57  | 14               | 19               | 33               | 53               | 12               | 2  | 1                    | 3                    | 19                   |                      |                      |
| 2018-2019  | Bruins de Boston             | LNH        | 70  | 7                | 13               | 20               | 31               | 15               | 2  | 3                    | 5                    | 2                    |                      |                      |
| 2019-2020  | Bruins de Boston             | LNH        | 16  | 1                | 2                | 3                | 16               | -                | -  | -                    | -                    | -                    |                      |                      |
| 2019-2020  | Ducks d'Anaheim              | LNH        | 6   | 0                | 3                | 3                | 6                | -                | -  | -                    | -                    | -                    |                      |                      |
| 2020-2021  | Ducks d'Anaheim              | LNH        | 15  | 3                | 1                | 4                | 4                | -                | -  | -                    | -                    | -                    |                      |                      |
| Totaux LNH | Totaux LNH                   | Totaux LNH | 965 | 248              | 313              | 561              | 1 148            | 82               | 17 | 22                   | 39                   | 63                   |                      |                      |

### Statistiques en équipe nationale
| Année | Compétition          |   | PJ | B | A | Pts | Pun | +/-                     |  | Résultat |
| 2007  | Championnat du monde | 7 | 1  | 2 | 3 | 6   | +4  | Cinquième place         |  |          |
| 2008  | Championnat du monde | 6 | 0  | 1 | 1 | 35  | +2  | Sixième place           |  |          |
| 2009  | Championnat du monde | 9 | 1  | 4 | 5 | 33  | +3  | Quatrième place         |  |          |
| 2010  | Jeux olympiques      | 6 | 1  | 2 | 3 | 2   | +4  | Médaille d'argent       |  |          |
| 2014  | Jeux olympiques      | 6 | 3  | 1 | 4 | 6   | 0   | Quatrième place         |  |          |
| 2016  | Coupe du monde       | 2 | 0  | 0 | 0 | 0   | -1  | Éliminé au premier tour |  |          |

## Honneurs et trophées
- 2002-2003 : 
  - nommé dans la première équipe d'étoiles de l'USHL
  - remporte la Coupe Clark de l'USHL
- 2003-2004 : nommé dans l'équipe d'étoiles des recrues de la WCHA
- 2004-2005 : nommé dans la troisième équipe d'étoiles de la WCHA
- 2005-2006 :
  - nommé dans la deuxième équipe d'étoiles de la WCHA
  - nommé dans la deuxième équipe d'étoiles de l'Ouest des États-Unis

### Ligue nationale de hockey
- 2010-2011 : participe au 58e Match des étoiles de la LNH
- 2011-2012 : finaliste du trophée Frank-J.-Selke